# 愛音ゆり
愛音 ゆり（あいね ゆり、1989年2月18日 - ）は、日本のレースクイーン、AV女優。
趣味、特技:ショッピング、料理・ピアノ。

## 略歴
東京都出身。2008年4月に『サーキットの娘　現役RQ　SAORI』でAVデビュー。当時のプロフィールは1986年2月18日生まれ。2009年に愛音ゆりに芸名を変更した。

## 出演作品

### アダルトビデオ
2008年
- サーキットの娘　現役RQ　SAORI（4月1日、アイデアポケット）[2][1]
- もしも現役RQが女子校生だったら… SAORI（5月1日、アイデアポケット）
- FELLATIO FESTIVAL 9（5月1日、アイデアポケット）他14名出演[2]
- RQの宴 SAORI&土屋かなこ（6月1日、アイデアポケット）共演:土屋かなこ[2][1]
- 6SEX SAORI（7月1日、アイデアポケット）[2][1]

2009年
- IPザーメン博物館（5月1日、アイデアポケット）他14名出演
- 夫以外の男性としてみたくて（9月17日、タカラ映像）
- 現役OLの裏バイト 21（10月16日、S級素人）
- GAL校生 ＃15 ゆりちゃん（11月12日、プレステージ）

2010年
- 人妻 Delivery 04 ゆり（1月4日、グレイズ）
- 片手間手コキ（2月19日、OFFICE K's）他出演:平井綾、森永ひよこ、三浦加奈、横山みれい
- SEXジャンキー奥さん 愛音ゆり（5月9日、乱丸）
- お届けAV女優 あなたの部屋でHしませんか? （5月28日、クリスタル映像）他出演:花木あのん、泉結愛、稲森しほ
- 手コキでベロちゅ～ 12（6月19日、イエロー）他出演:小峰ひなた、伊藤ユリエ、長谷川杏実、伊東麻央、泉麻那、星崎アンリ、梅宮リナ、森永ひよこ、さくら、柳田やよい、かわのすみれ
- 真夏の潮吹きシャワー8時間（7月1日、アイデアポケット）他21名出演[2]
- 股下・太ももの隙間フェロモン 〜魅惑の絶対聖域（8月13日、AROMA PLANNING）共演:成島りゅう、宮村恋
- レイプ240 VIII レイプされて中出しされた15人の女たち!（8月25日、Gt）共演:藤谷りこ、西村アキホ、森乃しずく、一条海音、大槻ひびき、森永ひよこ、羽鳥涼子、水無月レイラ、鈴香音色、蒼木ゆきな、折原まみ、瀬名えみり、宝生優果、有馬ゆあ
- アイポケだったら、100人イッてもだーいじょうぶ!（10月1日、アイデアポケット）他99名出演[2]
- パンストレズビアン遊戯 Vol.6（11月25日、AVS collector’s）共演:横山みれい
- アナタの目を見つめながら、舐めまわしカラミついてヌルリと口に含む濃厚フェラチオ ジッと見つめてイカせてあげる（12月25日、窟）共演:倉科さやか、星乃みう、桐生さくら、杉浦アリス、小野理菜、仙道春奈、桐生愛、亜由美

2011年
- 生マンズリ女子校生 「あぁん…そんなにしたらチンチン入っちゃうよぅ」（2月13日、窟）共演:桐生さくら、倉科さやか、杉浦アリス、星乃みう
- バックで突きまくれ！IP美女66人を後ろからピストンしまくる4時間!（4月1日、アイデアポケット）他65名出演[2]
- ムチムチ若妻のレギンス姿に勃起した僕はデカ尻食い込み割れ目に擦りつけた（4月7日、SWITCH）共演:黒木唯香、赤谷栞
- 根元まで埋もれたディルドがGスポットを一撃したとたん、彼女は膝をガクガクと震わせた…騎乗位オナニー（6月25日、窟）共演:倉科さやか、杉浦アリス、星乃みう、桐生さくら
- 猥褻バイブアクメ「あうっ、ふうむ、たまんないっ…」（9月13日、窟）共演:倉科さやか、杉浦アリス、みなみゆき、星乃みう

2012年
- 義母にいじめ大浣腸する嫁（1月1日、Emmanuelle）共演:吉岡奈々子、小久保真樹、宮村恋、三谷希、西城玲華
- ビューティフルレズビアン III（10月26日、LADIES♀ROOM）共演:星野あかり、水玉レモン、藤宮櫻花、島田香奈、北田優歩、星優乃、長瀬あき